# Ed Herman
Edward Benson Herman é um lutador de MMA Americano, atualmente compete no Peso Médio do Ultimate Fighting Championship. Ele foi finalista do The Ultimate Fighter 3.

## Carreira no MMA

### The Ultimate Fighter
No The Ultimate Fighter, ele venceu a luta preliminary contra Danny Abaddi por Finalização. Nas semifinais, derrotou Rory Singer por Finalização. Ele perdeu para Kendall Grove na final por Decisão Unânime. Mesmo sendo derrotado, Herman foi premiado com um contrato com o UFC pelo presidente Dana White.

### Ultimate Fighting Championship
Herman fez sua estréia no UFC no The Ultimate Fighter 3 Finale, perdeu para Kendall Grove na Final e perdeu por Decisão Unânime. Ele perdeu sua segunda luta no UFC para Jason MacDonald no Ortiz vs. Shamrock 3: The Final Chapter por Finalização no primeiro round.
No UFC Fight Night: Evans vs. Salmon, Herman conseguiu sua primeira vitória no UFC contra Chris Price por Finalização no primeiro round. Herman venceu sua segunda luta consecutiva no UFC contra Scott Smith. No UFC 72 em Belfast, Irlanda do Norte. Herman ganhou o prêmio de Finalização da Noite devido a sua performance.
Herman enfrentou em seguida o canadense Joe Doerksen no UFC 78. Herman venceu por Nocaute no terceiro round. Sua performance lhe rendeu o prêmio de Nocaute da Noite. No UFC 83, Herman enfrentou o até então invicto Demian Maia. Herman perdeu por Finalização no primeiro round. No UFC Fight Night: Diaz vs. Neer, Herman perdeu por Decisão Dividida para Alan Belcher. Herman voltou a lutar no UFC 97, quanto foi derrotado por David Loiseau por Decisão Unânime.
Sua próxima luta foi contra Aaron Simpson, Herman lesionou se joelho em uma queda no fim do primeiro round, com seu adversário atacando seu joelho. Herman provavelmente sofreu uma lesão grave no joelho, visivelmente Herman não conseguia colocar peso sobre a perna lesionada ao fim do round. Herman parecia ter se recuperado, e conseguiu voltar para o segundo round. No início do segundo round, Herman machucou mais ainda seu joelho na tentativa de aplicar um chute na cabeça, o que o levou a cair de dor, obrigando o árbitro a interromper a luta.
Herman enfrentou Tim Credeur em 4 de Junho de 2011 no The Ultimate Fighter 13 Finale, venceu por Nocaute Técnico aos 0:48 do primeiro round. Herman substituiu o lesionado Tom Lawlor contra Kyle Noke mo UFC on Versus 5 em 14 de Agosto de 2011. Herman venceu por Finalização no primeiro round. Ele enfrentou Clifford Starks em 4 de Fevereiro de 2012 no UFC 143. Ele venceu a luta por Finaliza.
Herman enfrentou Jake Shields em 11 de Agosto de 2012 no UFC 150. Herman perdeu por Decisão Unânime. Porém, em 12 de Outubro de 2012, foi revelado que Shields testou positivo para substâncias proibidas e a luta foi revertida para Sem Resultado.
Para o último evento do Strikeforce, Herman foi para a organização para enfrentar Ronaldo Souza no Strikeforce: Marquardt vs. Saffiedine em 12 de Janeiro de 2013. Herman perdeu por Finalização no primeiro round.
Herman derrotou Trevor Smith em 27 de Julho de 2013 no UFC on Fox: Johnson vs. Moraga por Decisão Dividida, na luta que ganhou o prêmio de Luta da Noite.
Herman era esperado para enfrentar Rafael Natal em 16 de Novembro de 2013 no UFC 167, porém como Lyoto Machida foi movido de sua luta contra Tim Kennedy para cobrir uma lesão, Natal foi escalado para enfrentar Kennedy. Seu substituto foi Thales Leites. Herman perdeu por decisão unânime.
A luta entre Herman e Natal foi remarcada para 10 de Maio de 2014 no UFC Fight Night: Brown vs. Silva, onde Herman venceu por decisão unânime.
Herman era esperado para enfrentar Derek Brunson em 13 de Dezembro de 2014 no UFC on Fox: dos Santos vs. Miocic, no entanto, a luta foi cancelada horas antes de acontecer devido a um problema no estômago de Brunson. A luta aconteceu em 31 de Janeiro de 2015 no UFC 183 e ele foi derrotado por nocaute técnico com menos de 1 minuto de luta.
Herman enfrentou Tim Boetsch em 17 de Janeiro de 2016 no UFC Fight Night: Dillashaw vs. Cruz. Ele venceu a luta por nocaute técnico no segundo round.
Enfrentou o ucraniano Nikita Krylov no UFC 201 e foi nocauteado no segundo round. 

## Cartel no MMA
| Cartel no MMA   |             |             |
| 42 lutas        | 26 vitórias | 15 derrotas |
| Por nocaute     | 7           | 3           |
| Por finalização | 14          | 6           |
| Por decisão     | 5           | 6           |
| No contest      | 1           | 1           |

| Res.    | Cartel    | Oponente         | Método                                     | Evento                                     | Data       | Round | Tempo | Local                   | Notas                                                        |
| ------- | --------- | ---------------- | ------------------------------------------ | ------------------------------------------ | ---------- | ----- | ----- | ----------------------- | ------------------------------------------------------------ |
| Derrota | 26-15 (1) | Alonzo Menifield | Decisão (unânime)                          | UFC 265: Lewis vs. Gane                    | 07/08/2021 | 3     | 5:00  | Houston, Texas          |                                                              |
| Vitória | 26-14 (1) | Mike Rodriguez   | Finalização (kimura)                       | UFC Fight Night: Waterson vs. Hill         | 12/09/2020 | 3     | 4:01  | Las Vegas, Nevada       |                                                              |
| Vitória | 25-14 (1) | Khadis Ibragimov | Decisão (unânime)                          | UFC Fight Night: Zabit vs. Kattar          | 09/11/2019 | 3     | 5:00  | Moscou                  |                                                              |
| Vitória | 24-14 (1) | Patrick Cummins  | Nocaute Técnico (joelhada e socos)         | UFC Fight Night: dos Anjos vs. Lee         | 18/05/2019 | 1     | 3:45  | Rochester               |                                                              |
| Derrota | 23-14 (1) | Gian Villante    | Decisão (dividida)                         | UFC Fight Night: Volkan vs. Smith          | 27/10/2018 | 3     | 5:00  | Moncton, New Brunswick  |                                                              |
| Derrota | 23-13 (1) | CB Dollaway      | Decisão (unânime)                          | The Ultimate Fighter: Redemption Finale    | 07/07/2017 | 3     | 5:00  | Las Vegas, Nevada       |                                                              |
| Derrota | 23-12 (1) | Nikita Krylov    | Nocaute (chute na cabeça)                  | UFC 201: Lawler vs. Woodley                | 30/07/2016 | 2     | 0:40  | Atlanta, Georgia        | Luta no Meio Pesado.                                         |
| Vitória | 23-11 (1) | Tim Boetsch      | Nocaute Técnico (joelhada e socos)         | UFC Fight Night: Dillashaw vs. Cruz        | 17/01/2016 | 2     | 1:39  | Boston, Massachusetts   | Performance da Noite.                                        |
| Derrota | 22-11 (1) | Derek Brunson    | Nocaute (socos)                            | UFC 183: Silva vs. Diaz                    | 31/01/2015 | 1     | 0:36  | Las Vegas, Nevada       |                                                              |
| Vitória | 22-10 (1) | Rafael Natal     | Decisão (unânime)                          | UFC Fight Night: Brown vs. Silva           | 10/05/2014 | 3     | 5:00  | Cincinnati, Ohio        |                                                              |
| Derrota | 21-10 (1) | Thales Leites    | Decisão (unânime)                          | UFC 167: St. Pierre vs. Hendricks          | 16/11/2013 | 3     | 5:00  | Las Vegas, Nevada       |                                                              |
| Vitória | 21–9 (1)  | Trevor Smith     | Decisão (dividida)                         | UFC on Fox: Johnson vs. Moraga             | 27/07/2013 | 3     | 5:00  | Seattle, Washington     | Luta da Noite.                                               |
| Derrota | 20–9 (1)  | Ronaldo Souza    | Finalização (kimura)                       | Strikeforce: Marquardt vs. Saffiedine      | 12/01/2013 | 1     | 3:10  | Oklahoma City, Oklahoma | Fora do contrato do UFC.                                     |
| NC      | 20–8 (1)  | Jake Shields     | Sem Resultado (resultado mudado)           | UFC 150: Henderson vs. Edgar II            | 11/08/2012 | 3     | 5:00  | Denver, Colorado        | Inicialmente derrota; Shields testou positivo no anti-doping |
| Vitória | 20–8      | Clifford Starks  | Finalização (mata leão)                    | UFC 143: Diaz vs. Condit                   | 04/02/2012 | 2     | 1:43  | Las Vegas, Nevada       |                                                              |
| Vitória | 19–8      | Kyle Noke        | Finalização (chave de calcanhar invertida) | UFC Live: Hardy vs. Lytle                  | 14/08/2011 | 1     | 4:15  | Milwaukee, Wisconsin    |                                                              |
| Vitória | 18–8      | Tim Credeur      | TKO (socos)                                | The Ultimate Fighter 13 Finale             | 04/06/2011 | 1     | 0:48  | Las Vegas, Nevada       |                                                              |
| Derrota | 17–8      | Aaron Simpson    | TKO (lesão no joelho)                      | UFC 102: Couture vs. Nogueira              | 29/08/2009 | 2     | 0:17  | Portland, Oregon        |                                                              |
| Vitória | 17–7      | David Loiseau    | Decisão (unânime)                          | UFC 97: Redemption                         | 18/04/2009 | 3     | 5:00  | Montreal, Quebec        |                                                              |
| Derrota | 16–7      | Alan Belcher     | Decisão (dividida)                         | UFC Fight Night: Diaz vs. Neer             | 17/09/2008 | 3     | 5:00  | Omaha, Nebraska         |                                                              |
| Derrota | 16–6      | Demian Maia      | Finalização (triângulo)                    | UFC 83: Serra vs. St. Pierre II            | 19/04/2008 | 2     | 2:27  | Montreal, Quebec        |                                                              |
| Vitória | 16–5      | Joe Doerksen     | Nocaute (soco)                             | UFC 78: Validation                         | 17/11/2007 | 3     | 0:39  | Newark, New Jersey      | Nocaute da Noite                                             |
| Vitória | 15–5      | Scott Smith      | Finalização (mata leão)                    | UFC 72: Victory                            | 16/06/2007 | 2     | 2:25  | Belfast                 | Finalização da Noite                                         |
| Vitória | 14–5      | Chris Price      | Finalização (armlock)                      | UFC Fight Night: Evans vs. Salmon          | 25/01/2007 | 1     | 2:58  | Hollywood, Florida      | Finalização da Noite                                         |
| Derrota | 13–5      | Jason MacDonald  | Finalização (triângulo)                    | Ortiz vs. Shamrock 3: The Final Chapter    | 10/10/2006 | 1     | 2:43  | Hollywood, Florida      |                                                              |
| Derrota | 13–4      | Kendall Grove    | Decisão (unânime)                          | The Ultimate Fighter 3 Finale              | 24/06/2006 | 3     | 5:00  | Las Vegas, Nevada       |                                                              |
| Vitória | 13–3      | Dave Menne       | TKO (interrupção do córner)                | EC 63 - Extreme Challenge 63               | 23/07/2005 | 1     | 5:00  | Hayward, Wisconsin      |                                                              |
| Vitória | 12–3      | Nick Thompson    | TKO (lesão)                                | H2H - Hand 2 Hand Combat                   | 17/06/2005 | 1     | N/A   | Ohio                    |                                                              |
| Vitória | 11–3      | Rhomez Brower    | Finalização (armlock)                      | IFC - Mayhem in Montana                    | 30/04/2005 | 1     | 2:47  | Billings, Montana       |                                                              |
| Vitória | 10–3      | Glover Teixeira  | Decisão (unânime)                          | SF 9 - Respect                             | 26/03/2005 | 3     | 5:00  | Gresham, Oregon         |                                                              |
| Derrota | 9–3       | Joe Doerksen     | Finalização (triângulo)                    | SF 7 - Frightnight                         | 23/10/2004 | 3     | 2:12  | Gresham, Oregon         |                                                              |
| Vitória | 9–2       | Brian Ebersole   | Finalização (triângulo)                    | SF 5 - Stadium                             | 28/08/2004 | 2     | N/A   | Gresham, Oregon         |                                                              |
| Derrota | 8–2       | Kazuo Misaki     | Finalização (triângulo de braço)           | Pancrase - 2004 Neo-Blood Tournament Final | 25/07/2004 | 2     | 3:31  | Tokyo                   |                                                              |
| Vitória | 8–1       | Shane Davis      | Finalização (armlock)                      | SF 4 - Fight For Freedom                   | 26/06/2004 | 3     | N/A   | Gresham, Oregon         |                                                              |
| Vitória | 7–1       | Cory Devela      | Finalização (armlock)                      | PFA - Pride and Fury                       | 03/06/2004 | 1     | 3:20  | Worley, Idaho           |                                                              |
| Vitória | 6–1       | Jacen Flynn      | Finalização (armlock)                      | SF 3 - Dome                                | 17/04/2004 | 2     | 3:48  | Gresham, Oregon         |                                                              |
| Vitória | 5–1       | Justin Hawes     | Finalização (armlock)                      | DB 10 - DesertBrawl 10                     | 03/04/2004 | 2     | 3:45  | Bend, Oregon            |                                                              |
| Vitória | 4–1       | Derek Downey     | TKO (socos)                                | SF 1 - Revolution                          | 21/02/2004 | 3     | 2:14  | Portland, Oregon        |                                                              |
| Vitória | 3–1       | Rich Guerin      | Finalização (chave de pé)                  | PPKA - Ultimate Fight Night 3              | 03/01/2004 | 4     | 2:17  | Yakima, Washington      |                                                              |
| Vitória | 2–1       | Ryan Pope        | Finalização (armlock)                      | DB 9 - Desert Brawl 9                      | 08/11/2003 | 1     | 0:24  | Bend, Oregon            |                                                              |
| Derrota | 1–1       | Shane Davis      | Finalização (armlock)                      | TQP - Sport Fight: Second Coming           | 23/08/2003 | 1     | 2:18  | Gresham, Oregon         |                                                              |
| Vitória | 1–0       | Ryan Pope        | Finalização (Chave de Braço)               | Xtreme Ring Wars 2                         | 10/05/2003 | 1     | 2:38  | Pasco, Washington       |                                                              |